# Clôture de l'amour
Clôture de l'amour est une pièce de théâtre de Pascal Rambert créée en 2011. Elle a été écrite pour les comédiens Stanislas Nordey et Audrey Bonnet, et a été jouée pour la première fois au Festival d'Avignon de 2011. Le texte est paru la même année aux éditions Les Solitaires intempestifs.

## Synopsis
Le texte, consistant en deux tirades, traite d'une rupture amoureuse entre les deux personnages.

## Récompenses
Clôture de l'amour a obtenu les récompenses suivantes :
- 2012 : Prix de la meilleure création d'une pièce en langue française du Syndicat de la critique.
- 2012 : Grand Prix de littérature dramatique.
- 2013 : Prix de l’Auteur au Palmarès du théâtre.

## Éditions
- Pascal Rambert, Clôture de l'amour, Besançon, Les Solitaires intempestifs, coll. « Bleue », 2011, 96 p. (ISBN 978-2-84681-325-9)
- Pascal Rambert (préf. Anne-Françoise Benhamou), Clôture de l'amour, Besançon, Les Solitaires intempestifs, coll. « Classiques contemporains », 2017, 144 p. (ISBN 978-2-84681-415-7)